# زيغ (بصريات)
في البصريات، الزيغ (الجمع: زُيوغ) أو الزَوْع أو  الزيغان أو الانحراف الزاوي (بالإنجليزية: Aberration)‏ هو حيود الصورة عن الوضوح بسبب عدسات التصوير مثلما في آلات التصوير أو المقاريب أو عدسة مضخمة ، حيث يمكن أن ينتج بعضها صورا شبه مهزوزة وغير واضحة .
عندما تخرج حزمة ضوئية من جسم وتمر بنظام عدسات لتكوين صورة، في الحالة المثالية تلتقي أشعة الحزمة على الناحية الأخرى من نظام العدسات في نقطة واحدة (بؤرة) . ولكن ينشأ خطأ في الصورة عندما لا تلتقي أشعة الحزمة في نقطة واحدة أو تتجمع بعض الأشعة في نقطة أخرى . فبدلا من أن تظهر نقطة واضحة في الصورة تظهر بجانبها نقاط أخرى تعمل على عدم تباينها .
تعتمد أخطاء الصورة على أخطاء في نظام العدسات، وغالبا تزداد خطأ التصوير بزيادة ميل الأشعة الساقطة على نظام العدسات بالنسبة لمحور العدسات .

## زيوغ اللون الواحد

حيود كروي من الدرجة الثانية

### زيغ الكروي
يسمى أيضاً خطأ الحيود الكروي و«خطأ فتحة العدسة» ويحدث لضوء اللون الواحد حيث لا تلتقي الأشعة خلف نظام العدسات عند بعد بؤري واحد. بذلك لا تلتقي الأشعة الداخلة الموازية لمحور العدسة في نقطة واحدة .
وبصفة عامة هذا الحيود عن التقاء الأشعة ذات اللون الواحد (أي لها نفس معامل انكسار) يزداد كلما زاد مسار الشعاع خلف العدسة . ويوصف بُعد التقاء الأشعة {\displaystyle s} للاشعة المنكسرة (الخارجة من العدسة) بالعلاقة :
{\displaystyle s=s_{0}+\sum _{k=1}^{\infty }w_{2k}a^{2k}}
حيث:
{\displaystyle a} بعد الشعاع الداخل عن وسط العدسة ,
{\displaystyle w_{k}} شدة الحيود الكروي من الدرجة k ،
{\displaystyle s_{0}} البعد البؤري.
تعطي أنظمة العدسات ذات خطأ كروي صورة مهتزة ضعيفة التباين . فإذا أردنا ان نحصل منها على صورة أوضح فعلينا بتصغير فتحة العدسة، فتسقط حزمة الأشعة ضيقة موازية لمحور العدسة فيكون تجمعها خلف العدسة في نقطة واحدة . ذلك لأن الأشعة البعيدة عن وسط العدسة لا تلتقي عند البعد البؤري .
الحيود الكروي ينشأ من كروية سطح العدسة، وبالأخص عند الأطراف الخارجية للعدسة . ولتفادي الحيود الكروي يستلزم صناعة أسطح للعدسة غير كروية، مثل شكل قطع مكافيء ، ولكن تصنيع مثل تلك الاسطح ليست بسهولة تصنيع أسطح كرية للعدسة وأكثر تكلفة .
من الواضح أن المشكلة تزداد تعقيدا بالنسبة للضوء الأبيض، حيث يتكون الضوء الأبيض من مختلف ألوان أشعة الطيف، وكل منها له معامل انكسار مختلف .

### استقطاب الحزم الضوئية المائلة

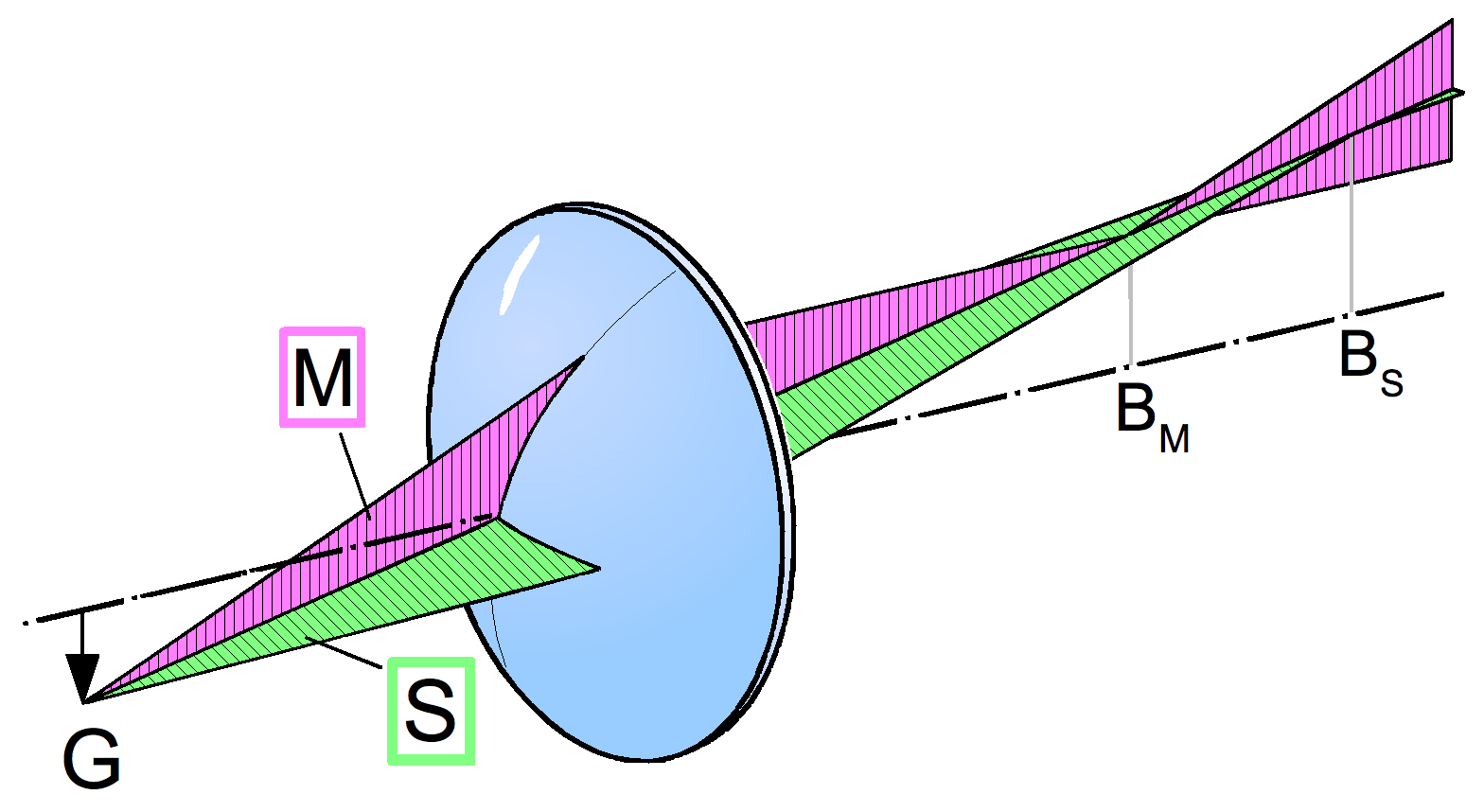
الأشياء G التي تكون بعيدة عن محور العدسة تبدو في الصورة Bm و Bs غير واضحة. والسبب اختلاف انكسار مركبة الضوء الطولية M و مركبة الضوء العرضية S.

الاستقطاب هو خطا في دقة تجمع الضوء، حيث تسقط حزمة الضوء الخارجة من الشيء مائلة على العدسة (بالنسبة لمحور العدسة (انظر الشكل ). وهنا نفرق بين انكسار مركبة الضوء الطولية ومركبته العرضية في العدسة، فتنكسر المركتات الضوئيتان العدسة بدرجتين مختلفتين وتتجمعان في بؤرتين مختلفتين BM و BS ، ويصبح تجمع حزمة الضوء الكلية بيضويا الشكل وليس دائريا (يسمى ذلك استجماتيزم أي استقطاب وهذ من أحد عيوب عيون بعض الناس ويمكن لطبيب العيون معالجتها باختيار عدسات مناسبة (أسطوانية) للنظارة).

### الاستقطاب المحوري
عندما تكون العدسة ليست متناظرة دورانيا حول محورها (مثل عدسة اسطوانية) تستقطب أيضا حزم الضوء الموازية للمحور. فتظهر صورة الشيء مستطيلة، إما بالطول أو بالعرض . ويلعب هذا الخطأ دورا مهما في عيوب العين والبصريات الإلكترونية . ويمكن لطبيب العيون التغلب على هذا العيب في العين بواسطة عدسة أسطوانية، تعمل على تصحيح استطالة الصورة .

### كوما

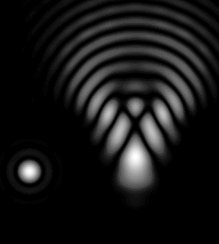
صورة نجم يظهر كالذيل بسبب سقوط ضوئه مائلا بالنسبة لمحور العدسة. الصورة إلى اليسار تبين صورة النجم عنما يسقط ضوؤه موازيا لمحور العدسة.

الكوما هو اختلال الصورة طوليا في هيئة الخصلة (باللاتينية: coma ‚خصلة شعر أو ذيل ) . ينشأ هذا النوع من خطأ الصورة عند سقوط الضوء مائلا شديدا بالنسبة لمحور العدسة .
يمكن ان تحدث الكوما في العدسات وكذلك في المرايا المقعرة . يمكن تصحيح هذا الخطأ بالبصريات المناسبة .
ملحوظة :  أحيانا نرى هذا النوع من الخطأ في التصوير في التلفاز ، وذلك عندما تلتقط الكاميرا صورا طبيعية في الخلاء وتكون الشمس عالية في السماء . عندئذ نرى ذيلا ضوئيا طويلا مارا بشاشة التلفاز مائلا من أعلى إلى أسفل، ويبدأ من مكان وجود الشمس . ويختفي هذا الذيل الضوئي عندما ترتفع الكاميرا لتصوير الشمس وتصبح اشعة الشمس الساقطة على نظام عدسات الكاميرا موازية لمحور العدسات، في نفس الوقت تصبح الشمس في وسط شاشة التلفزيون.

## الزيوغ اللوني

الحيود اللوني

يعتمد معامل انكسار الضوء على طول موجة الشعاع الساقط
{\displaystyle \lambda } . وهذا يتسبب في الحيود اللوني حيث تتجمع أشعة كل لون في بؤرة غير الأخرى.

### خطأ لوني عرضي
يؤثر معامل انكسار نظام العدسات على مقاييس الصورة، حيث يعتمد على طولة موجة الضوء. فتتكون صور مختلفة الكبر لمختلف ألوان الضوء الساقط بسبب اعتمادها على طول الموجة . فتظهر حيوزات حول أركان الصورة وتصبح الصورة غير واضحة . ويعتمد سمك تلك الحيوزات اللونية على بعدها من وسط الصورة .

### خطأ لوني طولي

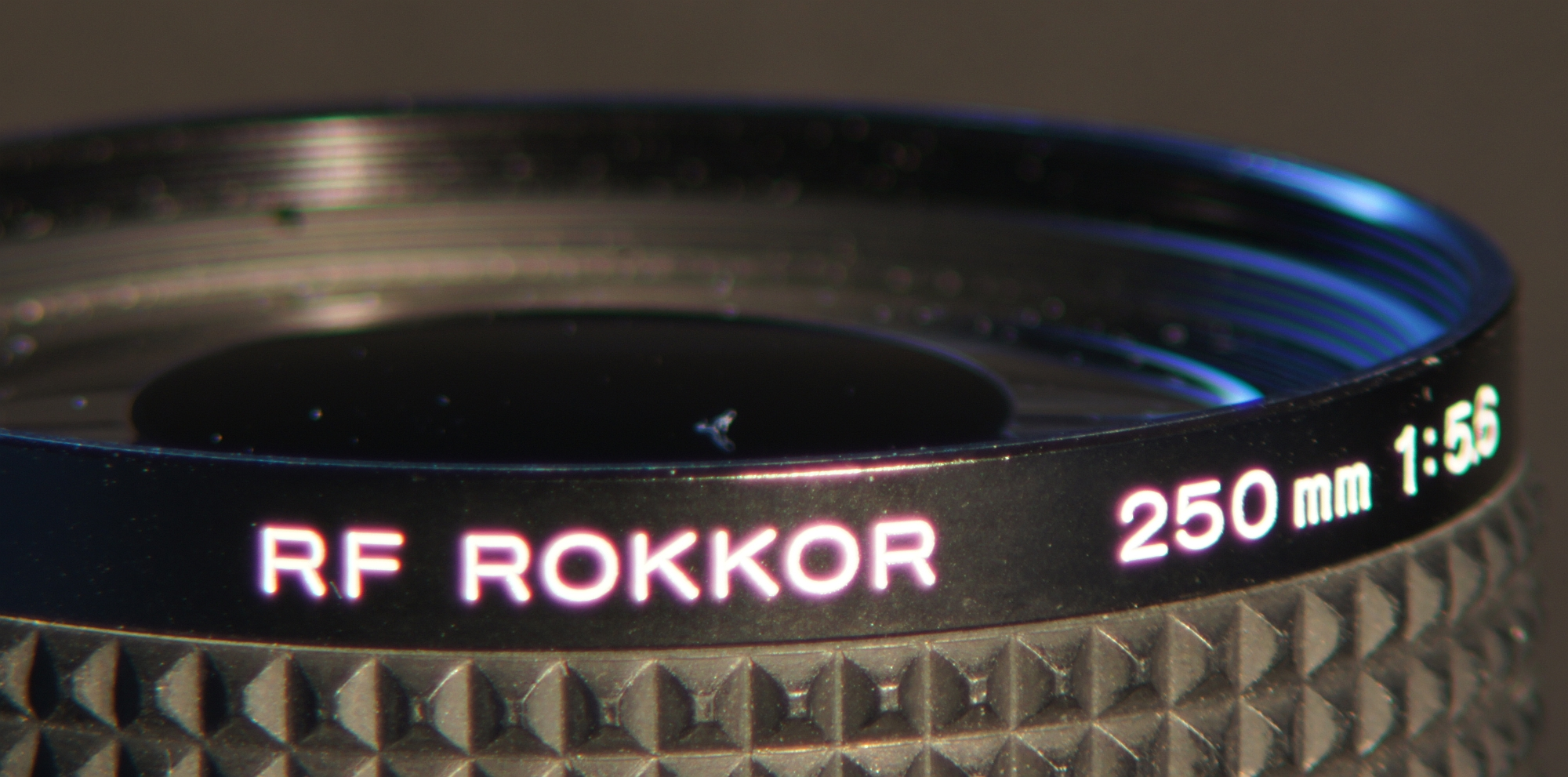
خطأ لوني طولي: الكتابة تظهر محمرة في المقدمة وخضراء في الخلف.

تعتمد مسافة التقاء الأشعة الخارجة من العدسة إيضا على معامل انكسار العدسة، وهي بذلك تعتمد على طول موجة الضوء . بذلك لا تتجمع أجزاء الصورة المختلفة الألوان في البؤرة وإنما في مواضع مختلفة . وتبدو الصورة غير واضحة ولا يكون هذا الخطأ ناتجا عن بُعد الشعاع الساقط عن محور نظام العدسات .

### خطأ جاوس
انكسار ألوان الاشعة المختلفة في العدسات يتسبب في أخطاء للصورة تعتمد على طول موجة الضوء. فإذا قمنا مثلا بتصحيح خطأ «الكوما» للضوء الأخضر فقد لا يشمل هذا التصحيح الضوء الأحمر . هذا يتعلق بجودة نظام العدسات، وتتلافي أنظمة العدسات الجيدة التوليف مثل تلك الأخطاء .
يسمى الخطأ الكروي أيضا خطأ جاوس، نسبة إلى العالم الفيزيائي كارل فريدريش غاوس.

### انفصال لوني

انفصال لوني

عندما تكون نظام عدسات مكونا من عدة عدسات مختلفة في عدد آبي Abbe number اختلافا كبيرا يمكن ان يتسبب ذلك في حدوث خطأ لونيا في الصورة . ويقصد بالانفصال اللوني لشعاع Achromat بأن نظام العدسات له أبعاد بؤرية مختلفة بالنسبة إلى طول موجة الضوء، ولكن هذا الخطأ لا يحدث لطول موجة معينة .
ملحوظة : استطاع الفيزيائي آبي تصنيف العدسات طبقا لما يسمى عدد آبي ، وهذا التصنيف يعتمد على معامل انكسار الضوء .